# ميخائيل ريتشارد (موسيقي)
ميخائيل ريتشارد (بالإنجليزية: Michael Richard)‏ هو موسيقي ومصور أمريكي، ولد في 1948، وتوفي في 28 أغسطس 2006 في مركز بروفيدنس سانت جوزيف الطبي ‏ في الولايات المتحدة بسبب سرطان.